# Centro Esportivo Juventus
O Centro Esportivo Juventus é um clube esportivo brasileiro sediado em Fortaleza, no estado do Ceará. Foi fundado no dia 3 de outubro de 1998.
Em 2014, o clube sagrou-se campeão do Campeonato Cearense Feminino. Na primeira fase, passou na 1ª colocação com 13 pontos. Na final, a equipe enfrentou o Rio Branco, goleando pelo placar de 7–1. Com o título, classificou-se para a Copa do Brasil Feminina de 2015. Na 1ª fase eliminou o Vitória, após vencer pelo placar de 3–2, e empatar pelo placar de 2–2. Nas oitavas de final, enfrentou o São José-SP, onde foi eliminado pelo placar de 3–0.